# Estação Valle Aurelia
Valle Aurelia é uma estação da Linha A do Metro de Roma. Ela foi inaugurada em 1999, e está situada entre as vias Angelo Emo e Baldo degli Ubaldi. A estação está situada debaixo da estação principal de mesmo nome.